# Piosenki Toma Waitsa
Piosenki Toma Waitsa – płyta Kazika Staszewskiego wydana 12 marca 2003 roku. Płyta zawiera utwory Toma Waitsa  z tekstami przełożonymi przez Romana Kołakowskiego. 

## Lista utworów
Źródło:
| Nr  | Tytuł utworu                                                            | Długość |
| --- | ----------------------------------------------------------------------- | ------- |
| 1.  | „Czekając na wczoraj” (Yesterday is Here)                               | 3:02    |
| 2.  | „Cmentarna polka” (Cemetery Polka)                                      | 2:33    |
| 3.  | „No, klaszcz!” (Clap Hands!)                                            | 3:36    |
| 4.  | „Deszczowe psy I” (Rain Dogs)                                           | 1:42    |
| 5.  | „Deszczowe psy II” (Rain Dogs)                                          | 2:51    |
| 6.  | „Bóg wyjechał w interesach” (God's Away On Business)                    | 3:06    |
| 7.  | „Odejdę, gdy zapieje kur” (I'll Be Gone)                                | 3:02    |
| 8.  | „Tuż za oknem mym” (In The Neighbourhood)                               | 8:16    |
| 9.  | „Underground” (Underground)                                             | 3:09    |
| 10. | „W brzuchu wieloryba” (Starving In The Belly Of A Whale)                | 3:56    |
| 11. | „Część, której masz już dość” (The Part You Throw Away)                 | 4:39    |
| 12. | „Rybi puzon” (Swordfishtrombone)                                        | 4:13    |
| 13. | „Bourbon mnie wypełnia” (Jockey Full Of Bourbon)                        | 4:33    |
| 14. | „W głębokim dole” (Way Down in the Hole)                                | 4:53    |
| 15. | „Niewinna, kiedy śni” (Innocent When You Dream)                         | 3:03    |
| 16. | „W koloseum świata” (In The Colosseum)                                  | 4:46    |
| 17. | „Telefon z Istambułu” (Telephone Call From Istambul)                    | 4:57    |
| 18. | „Singapur” (Singapore)                                                  | 3:31    |
| 19. | „Rozpacz płynie rzeką poprzez świat” (Misery is the River of the World) | 5:51    |
|     |                                                                         | 1:15:39 |

## Twórcy
Źródło:
- koncepcja artystyczna, wybór utworów: Ewa Gil-Kołakowska
- muzyka i słowa: Tom Waits, Kathleen Brennan
- aranżacje i kierownictwo muzyczne: Kazik Staszewski
- przekłady: Roman Kołakowski
- scenografia: Honorata Mochalska, Andrzej Błachut

### Muzycy
- Kazik Staszewski – głos, sampler, saksofon altowy, kotły
- Olaf Deriglasoff – gitara basowa, gitara, głos, kotły, skrzynka skrzypiąca
- Wojciech Jabłoński – perkusje, głos, gitara, kotły
- Janusz Grudziński – organy, fortepian i inne instrumenty tzw. klawiszowe
- Piotr Morawiec – gitara
- Janusz Zdunek – trąbka, waltornia
- Tomasz Glazik – saksofon altowy, saksofon tenorowy, saksofon barytonowy
- Andrzej Izdebski – gitara barytonowa
- Jacek Majewski – perkusjonalia
- Miras Kolaba – wiolonczela, głos, łuk muzyczny, akordeon, wibrafon
- Michał Kwiatkowski – gitara
- Konrad Radecki – gitara
- Jan Staszewski – trzaski
- Kazio Staszewski – gitara
- grupa bębniarzy „Papadrama” – Mariusz Lewandowski, Łukasz Runge, Zbigniew Pawłowski, Marcin Stachowiak, Wiktor Golc, Łukasz Lisak – bębny

## Sprzedaż
| Oficjalna Lista Sprzedaży OLiS |    |    |    |    |    |    |    |    |    |    |    |    |    |    |    |    |    |    |    |    |    |    |    |    |    |
| Tydzień                        | 01 | 02 | 03 | 04 | 05 | 06 | 07 | 08 | 09 | 10 | 11 | 12 | 13 | 14 | 15 | 16 | 17 | 18 | 19 | 20 | 21 | 22 | 23 | 24 | 25 |
| Pozycja                        | 17 | 4  | 5  | 2  | 6  | 12 | 10 | 16 | 12 | 10 | 13 | 20 | 21 | 26 | 26 | 46 | -  | 44 | -  | 46 | 40 | -  | -  | -  | -  |